# Rhodes of Africa
Rhodes of Africa ist eine stark geschönte britische Filmbiografie über den englischen Geschäftsmann, Kolonialisten, Politiker und Imperialisten Cecil Rhodes, den der US-Amerikaner Walter Huston verkörpert. Seinen wichtigsten Gegenspieler Johannes Paul „Ohm“ Kruger verkörperte Oskar Homolka. Regie führte der Exil-Österreicher Berthold Viertel, der hiermit 1936 seine letzte Kinoinszenierung vorlegte. Der Film basiert auf der Biografie Rhodes von Sarah Gertrude Millin.

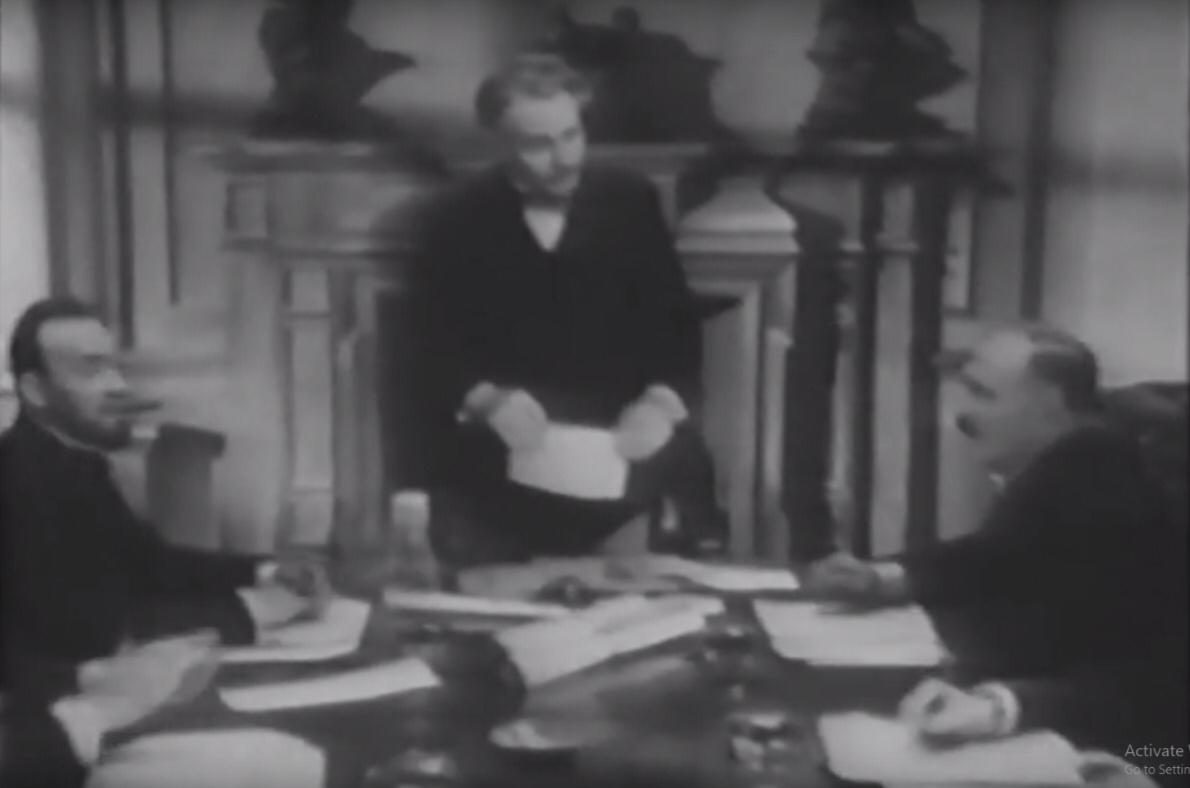
Szenenfoto: Rhodes (Huston, Mitte) spricht zu seinen Angestellten der British South African Company

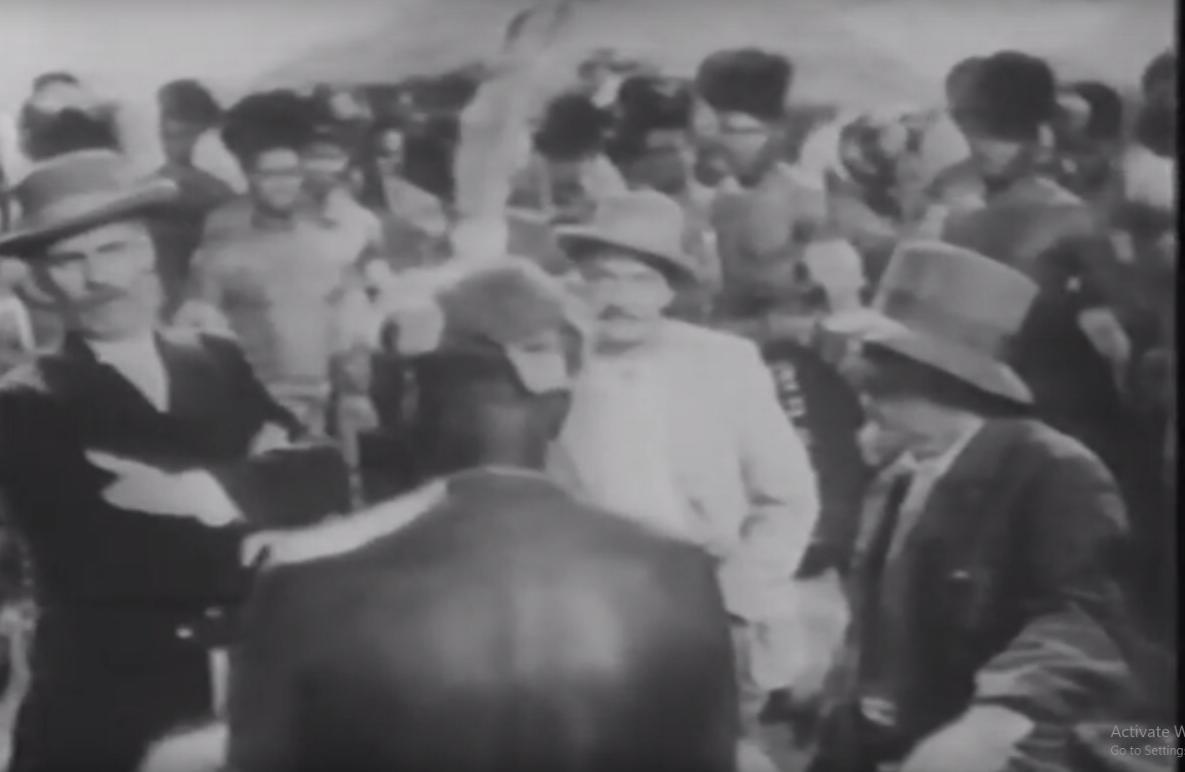
Szenenfoto: Rhodes (links) spricht mit König Lobengula (Mitte vorn)

## Handlung
Südafrika um das Jahr 1870. Nachdem in der Kapkolonie Diamanten gefunden wurden, beginnt ein regelrechter Rausch um die Bergung der Edelsteine. Der noch sehr junge Engländer Cecil Rhodes verkündet im Kimberley Club, dass er ebenfalls sein Glück als Diamantenschürfer versuchen wolle. Ein Arzt prognostiziert, dass Rhodes aufgrund andauernder Herzprobleme nur noch sechs weitere Lebensmonate haben werde. Doch Glücksritter Rhodes ist von unbändigem Lebenswillen gepackt und beginnt seine Erfolgskarriere. Zehn Jahre später hat es der Geschäftsmann geschafft: Ihm gehören sämtliche Minen in der Stadt Kimberley. Einem seiner früheren Gegner im Kimberley Club erklärt er ungerührt, dass seine Mitarbeiter für ihn sämtliche Widersacher ausspioniert und ihm mit diesen Insiderinformationen stets deutliche Wettbewerbsvorteile verschafft hätten. Diese Skrupellosigkeit sollte in Rhodes’ späterem Leben auch weiterhin seine Handlungsmaxime bestimmen.
Seine nächsten Unternehmungen führen Rhodes mit der British South Africa Company in den Landstrich nördlich der Burenrepublik Transvaal, wo er Gold, Kupfer, Kohle und fruchtbares Land für Ackerbewirtschaftung vermutet. Nach anfänglicher Skepsis bei seinen Mitarbeitern beginnen seine Aktivitäten auch dort Früchte zu tragen. Zuvor aber muss er sich mit den dortigen Herrschern ins Einvernehmen setzen, und so plant Rhodes, sich mit dem Stammeshäuptling König Lobengula und Burenpräsident Ohm Kruger zu treffen. Vor allem die Unterhandlungen mit Lobengula erweisen sich als schwierig. Man begegnet ihm dort anfänglich mit Misstrauen und offener Ablehnung, weil der König nicht ganz zu Unrecht behauptet, dass, wann immer ein Weißer ihn zu sprechen wünsche, man etwas von ihm wolle und dies letztlich seinem Volk schade. Rhodes macht Lobengula mit britisch-imperialistischer Ruppigkeit klar, dass der schwarze Monarch niemals Ruhe vor dem weißen Mann bekommen werde, solange er keinen Vertrag mit einem Vertreter der Weißen abschließe, der ihn vor den anderen weißen Land- und Bodenschatzjägern schützen würde. Nach ein wenig Überzeugungsarbeit seitens Rhodes’ unterschreibt Lobengula ein entsprechendes Abkommen.
Ein paar Tage später betritt Rhodes das Haus des Transvaal-Präsidenten Kruger und teilt ihm unverblümt mit, dass es ihm gelungen ist, das Land Lobengulas zu erwerben. Er sagt, dass die beiden stärksten Länder Afrikas zusammenarbeiten müssten, sonst werde es auf kurz oder lang Krieg geben. Kruger lässt sich jedoch nicht einschüchtern und sagt, dass, sollte es Krieg zwischen den Buren und den landraubenden Briten geben, dies allein die Schuld der Engländer sei. Rhodes weist darauf hin, dass es letztlich egal sei, wer an einem solchen Konflikt Schuld trage; am Ende würden beide Nationen Schaden nehmen. Präsident Kruger macht jedoch klar, dass sein Land sich dennoch nicht auf eine Kooperation mit den dominierenden Engländern einlassen werde. Siedler im Norden Südafrikas berichten bald, dass sie zwar nach Transvaal geholt worden seien, dort aber durch Präsident Krugers Gesetzgebungen in ihrem Wirken beschränkt seien, während weiter im Süden, in Rhodes-Land, die Dinge viel besser aussähen, seit dort Cecil Rhodes als Premierminister der Kapkolonie die Macht übernommen habe. Der Ruf nach einer Vereinigung beider südafrikanischen Landesteile wird laut, und vor allem die im Norden lebenden britischen Siedler fordern Rhodes auf, notfalls mit Waffengewalt diese Vereinigung zu erzwingen.

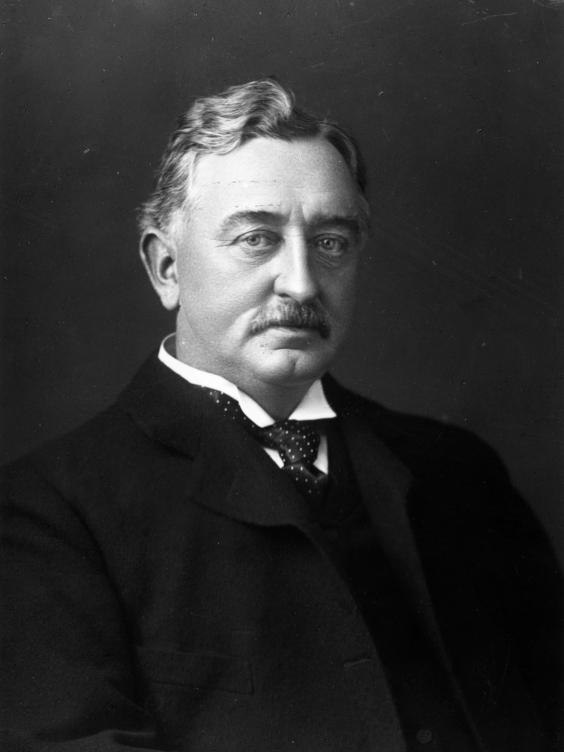
Der reale Cecil Rhodes …

Ein Konflikt der beiden südafrikanischen Teilstaaten scheint unausweichlich. An der Grenze zwischen der britischen Südafrika-Kolonie und der Burenrepublik Transvaal rotten sich die Soldaten der Armee der British South African Company zusammen. Sie schicken einen Brief an Rhodes, in dem sie darum bitten, so schnell wie möglich angreifen zu dürfen. Als Präventivmaßnahme nehmen burische Soldaten die britischen Aggressoren gefangen, woraufhin Rhodes zu Kruger reist, um deren Freilassung zu erbitten. Kruger lehnt dieses Ansinnen ab. Rhodes entgegnet daraufhin, dass er nicht mehr länger Premierminister der Kapkolonie und auch nicht mehr Direktor der British South African Company sei. Es gäbe also mithin keinen Grund mehr, die gefangen genommenen britischen Unternehmenssoldaten länger festzuhalten. Ein Krieg scheint schließlich unausweichlich. Um die Jahrhundertwende kommt es zur militärischen Auseinandersetzung zwischen Briten und Buren, den die Briten angesichts ihrer kolonialen Übermacht für sich entscheiden können. Rhodes’ sehnlichster Wunsch, ein vereinigtes Südafrika zu schaffen, wird in die Tat umgesetzt. Das Ende des zweiten Burenkriegs erlebt er jedoch nicht mehr. Cecil Rhodes stirbt 48-jährig im März 1902, gut zwei Monate vor Kriegsende.

## Produktionsnotizen
Die Dreharbeiten zum Film Rhodes of Africa, mit dem die britische Kolonial- und Eroberungspolitik auf dem afrikanischen Kontinent gefeiert werden sollte, fanden 1935 in der damaligen britischen Kolonie Südrhodesien statt. Die Uraufführung war am 10. Februar 1936 in New York City, die Londoner Premiere im darauf folgenden Monat. In Deutschland wurde der Film nie gezeigt.
Die Regie bei den Außenaufnahmen im südlichen Afrika hatte Geoffrey Barkas. O. F. Werndorff schuf die Filmbauten, Joe Strassner die Kostüme. Louis Levy hatte die musikalische Leitung.

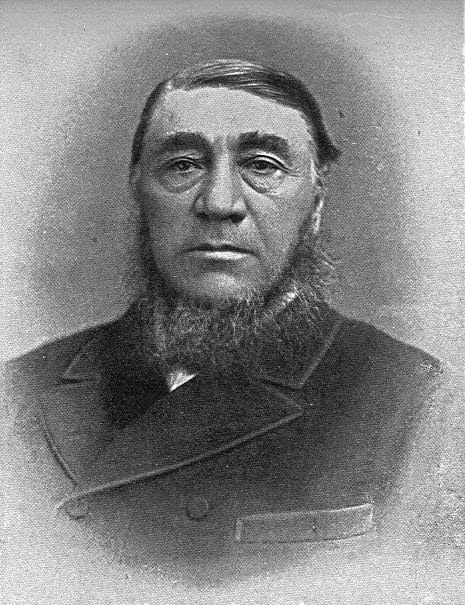
… und sein ärgster Widersacher, Transvaal-Präsident Paulus Kruger

## Kritiken
Die Lobpreisung eines Films über den britischen Imperialismus erscheint nach heutigen Maßstäben mehr als befremdlich. Dennoch erhielt der Streifen zur Zeit seiner Premiere im London des Jahres 1936 bei enthusiastischen Kolonialisten und der vom Kolonialismus profitierenden Upper Class wohlwollende Kritiken. Andernorts wurde der Film auch stark kritisiert, vor allem aufgrund seiner historischen Ungenauigkeiten. Nachfolgend mehrere Beispiele:
Der Streifen erhielt eine glühende Rezension in der Zeitschrift United Empire. Die Times erkannte die Ungenauigkeiten an, akzeptierte diese aber als notwendige Vereinfachungen für einen historischen Film und behauptete, dass sie „ohne nennenswerte Verzerrungen“ vermittelt worden wären. Der Times-Rezensent lobte die Klarheit des Films bei der Darstellung komplizierter historischer Fragen. Andere britische Kritiker waren weniger begeistert. Graham Greene beschrieb in The Spectator den Film als „nüchtern, angemessen, humorlos“. In einer Rezension, in der er den Film zu dessen Ungunst mit Sergej Eisensteins Revolutionsdrama Oktober verglich, meinte Greene, dass Rhodes of Africa „jede leidenschaftliche Überzeugung fehlte, ob für oder gegen Rhodes und seine Arbeit in Afrika“. In dem Magazin Left Review merkte Elizabeth Coxhead auch den gedämpften Patriotismus des Films an: „Es gibt einige interessante Zeichen über die Zeiten in dem Film, den Gaumont-British über die Karriere von Cecil Rhodes gemacht hat.“
Amerikanische Kritiker bemängelten die dramatischen Qualitäten des Films. Die Saturday Review fand ihn „stumpfsinnig aber gewissenhaft“. In der Washington Post beklagte sich Nelson B. Bell, dass es ihm an „Feuer“ fehle, obwohl er einräumte, dass der Streifen vom Publikum begeistert aufgenommen worden sei. Der Rezensent der New York Times fand ihn ebenfalls zahm und behauptete, dass es zeige, dass die Briten die Fähigkeit verloren hätten, spannende Filme über ihr Imperium zu drehen. Dieses Thema wurde einige Monate darauf in einem Folgeartikel tiefer durchleuchtet: Rhodes of Africa „wurde gemacht, wie Sie sich vielleicht erinnern, um eine Verherrlichung des ‚Empire Builders‘ zu sein. Aber es entpuppte sich als eine sympathische Studie über Ohm Paul Kruger, den Burenpräsidenten. (…) Hollywood hätte es viel besser gemacht, da bin ich mir sicher“.
Im eigentlichen Handlungsort, dem südlichen Afrika, sorgte Rhodes of Africa ebenfalls für Kontroversen unter dem weißen Publikum. Englische und afrikanische Zeitungen kritisierten die historischen Ungenauigkeiten des Films. Die Afrikaner wandte sich insbesondere gegen die Darstellung von Präsident Kruger, obwohl Homolkas Performance eines der Elemente des Films gewesen war, das von britischen und amerikanischen Kritikern gelobt worden war. Die Kontroverse inspirierte die Regierung der Südafrikanischen Union, den Film allen afrikanischen Zuschauern zu verbieten.
In der modernen Kritik konnte man unter anderem Folgendes lesen:
„Hustons Performance ist groß, romantisch und theatralisch, aber der Film ist eine Rechtfertigung für die Vergewaltigung Afrikas durch Rhodes und den Burenkrieg. Homolkas mürrischer, schlauer Kruger ist interessanter als Hustons Rhodes“.
„Schwerfälliges aber generell interessantes, vor Ort entstandenes Historiendrama.“